# Legua (Einheit)
Die Legua war das spanische Längenmaß und bedeutete Leuge oder Wegstunde. 
Durch Zusätze wie nueva, geografica oder maritima entstanden spezifische Längenmaße für ausgewählte Bereiche. Diese Leugen hatten unterschiedliche Längen und galten auch zu verschiedenen Zeiten. Besonders die Vara (Elle) mit 0,835 Meter und Pies (Fuß) mit 0,27833 Meter als kastilisches Maß beeinflussten die Leugen. Sie galten in allen spanischen Regionen, aber nicht in Katalonien, Valencia, Alicante, Aragonien, Asturien, Galicien und den Balearen. Die Leugenmaße differieren in der Literatur um geringe Werte.

## Legua juridica
Bereits 1658 war die alte Legua juridica abgeschafft, wurde aber sporadisch gebraucht.
- 1 Legua juridica (alte juridische Wegstrecke) = 3 Millar (Meilen) = 24 Estadios = 15.000 Pies = 5000 Varas
  - 26 ⅔ Leguas juridicas entsprachen 1 Grad des Meridians, wobei die Genauigkeit dann so war:
- 1 Legua juridica = 4990,02 Varas = 14.970,06 Pies = 4166 ⅔ Meter

## Legua legal antiqua
Bis 1760 war die alte Wegstunde oder Legua legal antiqua gesetzlich gültig. Sie hatte diese Maße:
- 1 Legua legal antigua = 8333 ½ Varas =  25.000 Pies = 5572,700 Meter 
  - 19,9736 Legua legal antiqua auf 1 Meridiangrad

## Legua regular antigua
Die alte gewöhnliche Wegstunde Legua regular antigua hatte die Maße:
- 1 Legua regular antigua = 6666 ⅔ Varas =  20.000 Pies = 5572,700 Meter 
  - 19,9736 Legua regular antigua auf 1 Meridiangrad

## Legua nueva
Ab 1760 war als Straßenwegstunde die Legua nueva gebräuchlich. Sie trug auch den Namen Legua par los caminos noevos, die königliche Legua.
- 1 Legua nueva = 8000 Varas = 24.000 Pies = 6680 Meter (6687,24 Meter)
  - 16,64461 Legua nueva auf 1 Meridiangrad

## Legua geografica
Dann gab es die Legua geografica und ihre Maße waren
- 1 Legua geografica = 7603,84 Varas = 22811,52 Pies = 6319,206 Meter
  - 17 ½ Legua geografica auf 1 Meridiangrad

## Legua maritima
Die Seeleuge (Legua maritima) nannte man ebenfalls die gesetzliche, die Legua legal. Sie entsprach drei Seemeilen und war bis 1801 in offiziellem Gebrauch.
Diese wurde aber 1801 verboten.
- 3 Millas maritimas/legales = 1 Legua maritima = 6653,36 Varas = 19.960,08 Pies = 5555 4/9 Meter
- 1 Milla maritima = 2217,79 Varas = 6653,36 Pies = 1851,85 Meter
  - 20 Leguas maritimas auf 1 Meridiangrad

## Weitere spanische Legua
- Mallorca 1 Legua = 6922,965 Meter[1]
- Saragossa 1 Legua = 5176 Varas = 5532,7 Meter
- Valencia 1 Legua = 7000 Varas = 6349 Meter

## Legua cuadrada
Die Quadratleuge bildete das Feldmaß Sitio in Mexiko
- 1 Legua = 5000 Varas = 4238,5 Meter
  - 1 Sitio = 25 Labores = 1796,4922 Hektar

Auch in Argentinien gab es diese Leuge und ihre Größe war
- 1 Legua = 40 Cuadras = 6000 Varas = 5196 Meter

Die Feldmaße Suerte de chacra, Suerte de estancia oder Varas cuadrada leiteten sich ebenfalls von der Leuge ab.
- 1 Suerte de chacra = 147 Ar[2]
- 1 Suerte de estancia = 202,5 Ar[2]

## Toskanische Legua
Die toskanische Leuge (ital. lega) folgte der spanischen Systematik:
- 1 Legua nuova = 6680 Meter
  - 16,663 auf einen Äquatorgrad
- 1 Legua geografica = 6349,21 Meter
  - 17,5 auf einen Äquatorgrad
- 1 Legua maritima = 5555,555 Meter (Seeleuge)
  - 20 auf einen Äquatorgrad

(Quellen unter)

## Kubanische Legua
Kuba rechnete auch mit der Legua.
- 1 Legua legal = 6646,16 Varas = 5633,95 Meter
- 1 Milla maritima = 1854,965 Meter